# Baccaurea ramiflora
Мафай, бірманський виноград (Baccaurea ramiflora) — вид рослин роду баккаурея (Baccaurea).

## Назва
Латинська назва виду ramiflora дослівно означає — «квітучі гілки».

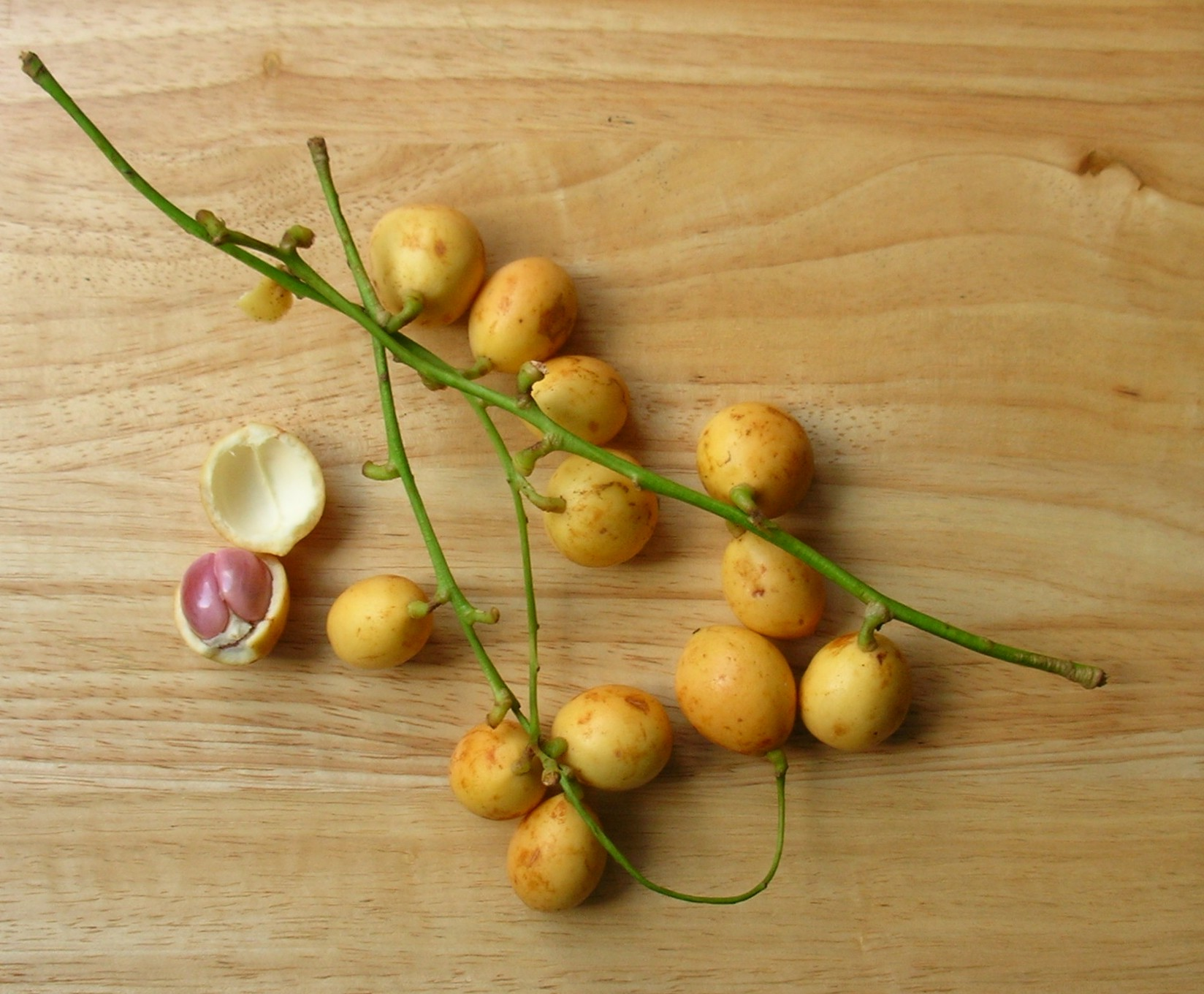
Плоди мафаю

## Будова
Повільноростуче вічнозелене дерево висотою 25 м. Плоди овальні, жовтого кольору. Всередині знаходиться біла м'якоть, що згодом набуває рожевого кольору, та кілька яскравофіолетових кісточок.

## Поширення та середовище існування
Росте у дикому вигляді в Південній та Південно-Східній Азії.

## Практичне використання
Маловідомий за межами тропіків Азії фрукт, оскільки не може зберігатися довше 4-5 днів. Їсти мафай складно, оскільки кислувата водяниста пульпа міцно охоплює кісточку. Тому доводиться або ковтати їх або випльовувати половину плоду.
Настоянками мафаю лікують шкіряні хвороби. Кору використовують для отримання природної червоно-коричневої фарби.
Плоди мафаю зброджують для отримання фруктового вина.